# Международная транспортная премия «Золотая Колесница»
Международная премия «Золотая Колесница» («Golden Chariot» International Transport Award) в сфере транспорта, экологии и инноваций - международная награда, ежегодно присуждаемая лучшим мировым компаниям, а также людям, внесшим значительный вклад в развитие отрасли.

## История

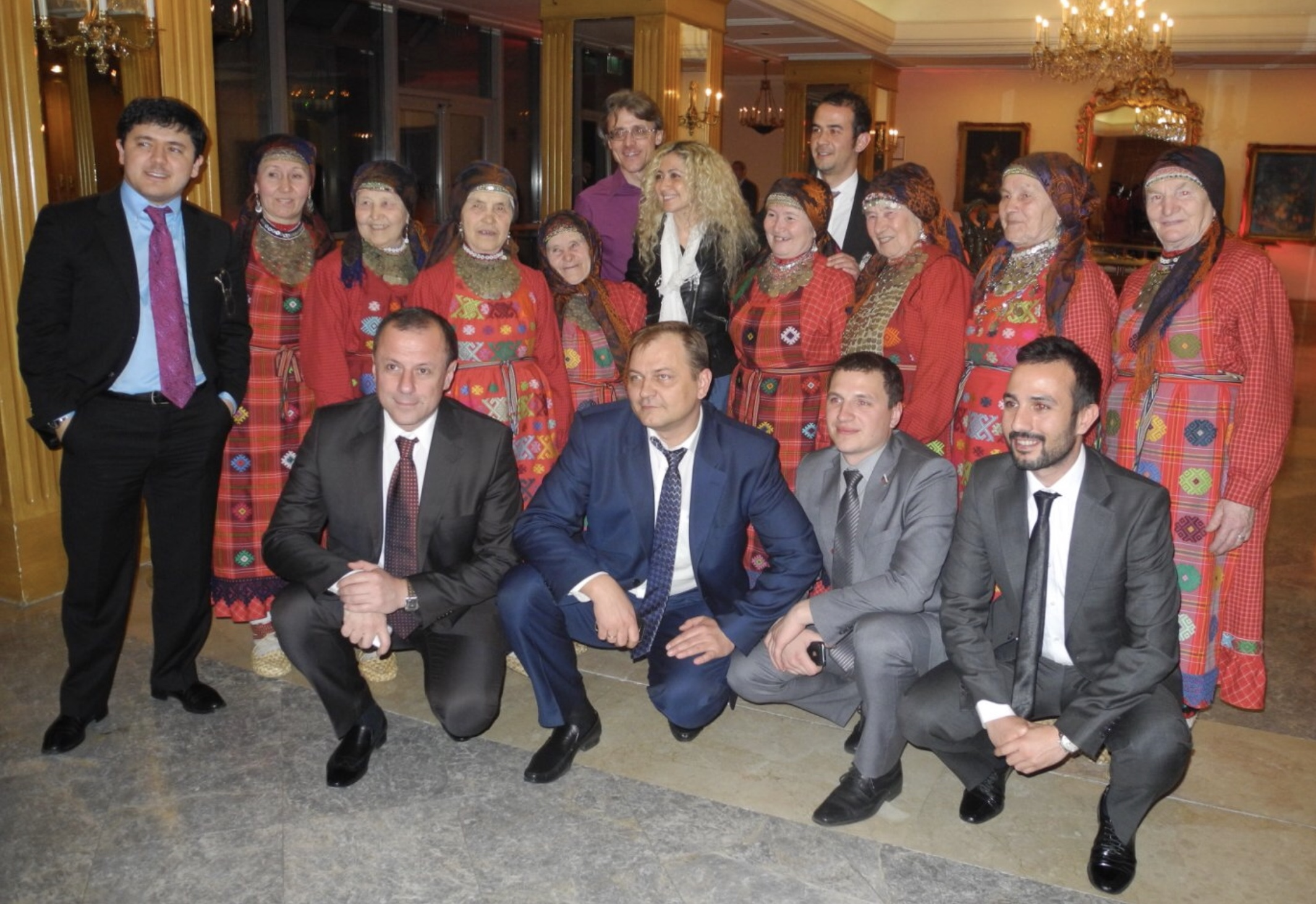
Церемония награждения Международной премии "Золотая Колесница" Турция, г. Стамбул

Премия учреждена в марте 2005 года Комитетом по энергетике, транспорту и связи Государственной Думы и Министерством транспорта РФ. Первое название — Национальная общественная премия транспортной отрасли России «Золотая колесница». В 2011 году премия получила статус международной. 
До 2011 года церемония награждения проходила один раз в год в Государственном кремлёвском дворце в Москве. После изменения статуса премии на международный, награждение проходит несколько раз в год в разных городах мира. В 2012—2016 годах церемонии состоялись в Дубае, Тель-Авиве, Стамбуле, Праге, Одессе, Гданьске, Будапеште, Женеве, Триесте, Вене, Пхеньяне, Шанхае, Берлине, Баку и Шэньчжэне. В 2017 году 12-13 апреля впервые в истории общественных премий, торжественное награждение лучших мировых транспортных компаний прошло во Дворце наций ООН (Женева).
С 2017 года изменились правила награждения Лауреатов. Теперь Гранд-церемония проходит один раз в год, где большая статуэтка "Золотая Колесница" и диплом лауреата вручаются только одному победителю от одной страны. Вместе с тем, в течение года могут проходить региональные церемонии, где лучшим компаниям региона вручаются малые статуэтки "Золотая Колесница" и диплом номинанта. 
За прошедшие годы звания лауреата премии удостоены свыше 1100 компаний из 89 стран мира, среди которых главы 4 государств (Кореи, Чехии, Азербайджана и Республики Сенегал). 
С сентября 2018 года заработала международная интернет-радиостанция GOLDEN CHARIOT RADIO. С июля-месяца 2019 года Оргкомитет Международной транспортной премии «Золотая Колесница» начал тестовое вещание международного интернет-телевидения CHARIOT TV.

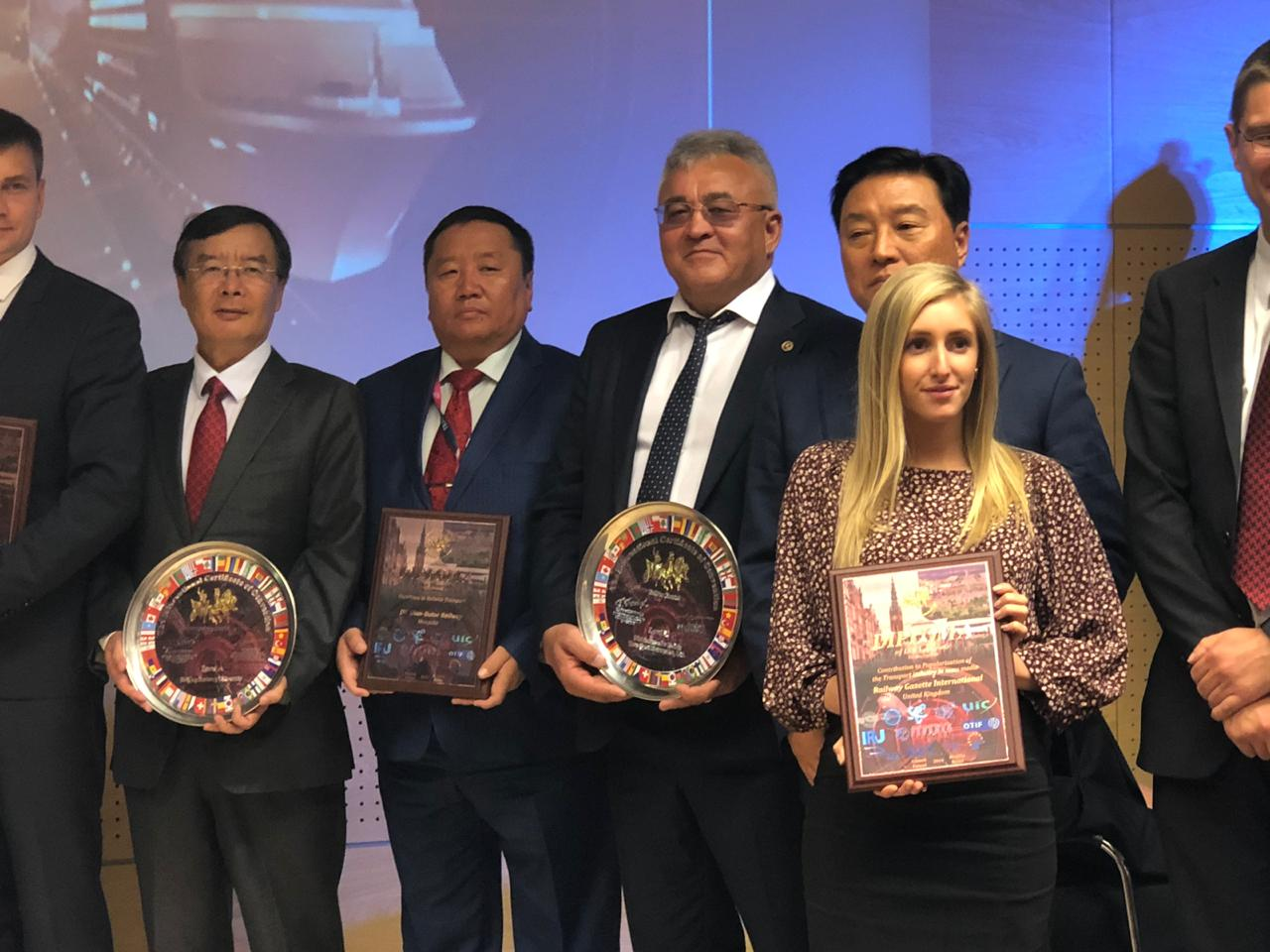
Международный сертификат доверия, 2019

С января 2019 года Оргкомитет премии по договоренности с руководителями крупнейших международных транспортных ассоциаций ввел собственный международный Сертификат Доверия трех уровней. Новый мировой Знак качества, объективно отражающий положение компании в международном профессиональном сообществе, в-первую очередь, основывается на мнении пользователей услуг.

## Организаторы

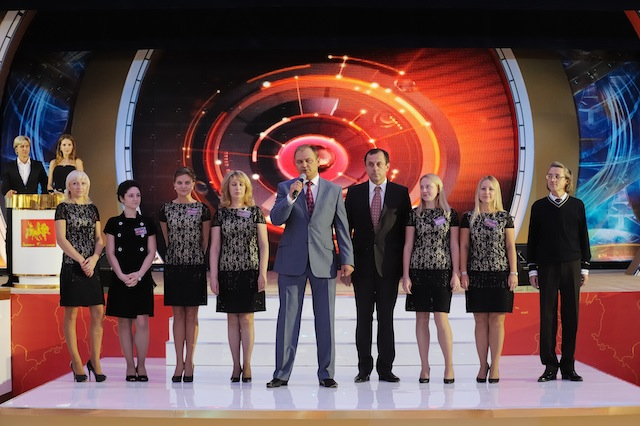
Организационный комитет премии в 2018 году

Отбором участников, определением победителей, организацией торжественной церемонии занимаются Оргкомитет (организационные вопросы), Президиум (общее руководство), Экспертный Совет (выбор Лауреатов). С момента создания премии Экспертный совет возглавляет Борис Лёвин, президент Российского университета транспорта (МИИТ). Должность председателя Президиума премии с момента её основания до 2014 года занимал депутат Государственной Дум Валерий Язев. В настоящее время Президиум премии возглавляет Георгий Пхакадзе, член группы независимых экспертов Генерального секретаря ООН. В работе Оргкомитета, Экспертного совета, Президиума принимают участие авторитетные специалисты из почти 20 стран мира.
Штаб-квартира Оргкомитета премии располагается в Вене (Австрия), есть также региональные представительства в России, в Азербайджане, в Объединенных Арабских Эмиратах, в Польше, в США, в Сенегале, в Бразилии и в Республике Йемен. Партнеры премии - авторитетные мировые отраслевые ассоциации:  OSJD, FIATA, IRU, IAC, UIC, СER, OTIF, CCTT, BRICS, FERRMED,TIACA, CIT и другие. Поддержку проекту оказывают профильные структуры ООН - UNECE и UNEP.

## Лауреаты
Страница лауреатов премии (с 2019 года)